# Luigi Mancinelli

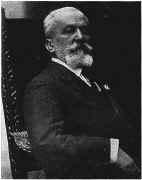
Luigi Mancinelli

Luigi Mancinelli (* 5. Februar 1848 in Orvieto; † 2. Februar 1921 in Rom) war ein italienischer Dirigent, Komponist und Cellist.

## Leben
Luigi Mancinelli war der jüngere Bruder des Orchesterdirigenten Marino Mancinelli. Er studierte in Florenz bei Sbolci (Cello) und Mabellini (Komposition). Nach dem Studium widmete er sich als Dirigent insbesondere der italienischen Oper (vor allem Verdi und Puccini), der deutschen symphonischen Musik und den Opernwerken von Richard Wagner. Er debütierte als Dirigent 1874 in Perugia mit der Oper Aida von Giuseppe Verdi. Anschließend war er als Dirigent, Direktor der Musikhochschule und künstlerischer Leiter der Stadt und der Cappella Musicale di San Petronio in Bologna und Rom tätig. Im Ausland dirigierte er im Teatro Real in Madrid, im Royal Opera House in London, in Buenos Aires und in der Metropolitan Opera in New York. An der Metropolitan Opera war er 10 Jahre lang (bis 1903) engagiert und dirigierte insgesamt 531 Aufführungen verschiedener Opern italienischer, französischer und deutscher Komponisten.
Weniger erfolgreich war Mancinelli als Komponist, trotz der Unterstützung durch den Musikverleger und Komponisten Giulio Ricordi. Er komponierte Opern, Kirchenmusik, Orchesterwerke und Filmmusik. Am erfolgreichsten war seine 1907 in Bologna uraufgeführte Oper Paolo e Francesca, die 1931 am Teatro dell’Opera di Roma aufgeführt und 1948 wieder aufgenommen wurde. 1899 konnte er an der Metropolitan Opera in New York eine Aufführung seiner eigenen Oper Ero e Leandro dirigieren.
Mancinelli starb in Rom drei Tage vor seinem 73. Geburtstag.

## Würdigung
Kurze Beispiele für sein Können als Dirigent sind auf den Mapleson Cylindern zu hören, die zu Beginn des 20. Jahrhunderts in der Metropolitan Opera aufgenommen wurden. Einer der klarsten dieser Phonographenwalzen besteht aus einem kurzen Auszug aus der 1903 aufgenommenen „Folterszene“ in Tosca.
Als Komponist war Luigi Mancinelli weniger bekannt und erfolgreich, aber seine lyrischen Opern und seine Orchesterwerke zeigen sein Gespür für Instrumentierung, das vor allem in dem symphonischen Werk Scene veneziane (1889) sichtbar wird.
Das Theaterhaus in seinem Geburtsort Orvieto wurde zu seinen Ehren in Teatro Mancinelli umbenannt.

## Werke

### Opernwerke
- Isora di Provenza, Oper in drei Akten mit dem Libretto von Angelo Zanardini (uraufgeführt am Teatro Comunale di Bologna, 2. Oktober 1884)
- Ero e Leandro, Oper in drei Akten mit dem Libretto von Arrigo Boito (uraufgeführt in konzertanter Form auf dem Norwich Festival, 8. Oktober 1896, mit Hariclea Darclée, Virginia Guerrini und Emilio De Marchi; aufgeführt in szenischer Form in Madrid am Teatro Real, 30. November 1897 mit der gleichen Besetzung)
- Paolo e Francesca, Oper in einem Akt mit dem Libretto von Arturo Colautti (uraufgeführt in Bologna am Teatro Comunale, 11. November 1907 mit Giuseppe Pacini)
- Sogno di una Notte d'Estate, Oper in drei Akten mit dem Libretto von Fausto Salvadori (fertiggestellt 1919, nicht aufgeführt)

### Andere Theaterwerke
- Messalina, Schauspielmusik (Präludium und Intermezzo) für das Drama von Pietro Cossa (uraufgeführt im Teatro Valle in Rom, Januar 1876)
- Cleopatra, Schauspielmusik für das Drama von Pietro Cossa (uraufgeführt in Rom, Teatro Valle, 20. Dezember 1877)
- Tizianello, Schauspielmusik für den dramatischen Entwurf von Erik Lumbroso (uraufgeführt in Rom, Teatro Nazionale, 20. Juni 1895)

### Kirchenmusik
- Isaia, geistliche Kantate auf ein Gedicht von Giuseppe Albini (uraufgeführt in Norwich, 13. Oktober 1887)
- Sancta Agnes, geistliche Kantate auf ein Gedicht von Giuseppe Albini (uraufgeführt Norwich, 27. Oktober 1905)

### Symphonische Werke
- Scene veneziane, Suite (uraufgeführt in Madrid, 10. März 1889)
- Ouverture romantica (uraufgeführt 1908)

### Filmmusik
- Frate Sole von Mario Corsi (Rom, Augusteo (Anfiteatro Correa), 7. Juni 1918)
- Giuliano l'apostata vom Ugo Falena (Rom, Costanzi, 17. Mai 1920)